# The Woman Next Door (film fra 1919)
The Woman Next Door er en amerikansk stumfilm fra 1919 af Robert G. Vignola.

## Medvirkende
- Frank Whitson	som August
- Ethel Clayton	som Randolph Schuyler / Vicky Van
- Emory Johnson	som Chester Calhoun
- Noah Beery som Randolph Schuyler
- Jane Wolfe som Tibbetts / 'Julie'